# Tak Fa (huyện)
Tak Fa (tiếng Thái: ตากฟ้า) là một huyện (amphoe) ở đông bắc của tỉnh Nakhon Sawan.

## Lịch sử
Khi chính phủ Thái Lan xây tuyến xa lộ Phahonyothin, khu vực này đã được lập từ một số khu vực tách ra từ huyện Takhli. Đơn vị này đã được nâng thành huyện ngày 13/10/1970.

## Địa lý
Các huyện giáp ranh (từ tây nam theo chiều kim đồng hồ): Takhli, Phayuha Khiri, Tha Tako và Phaisali của tỉnh Nakhon Sawan, và Nong Muang của tỉnh Lopburi.

## Hành chính
Huyện này được chia thành 7 phó huyện (tambon), các đơn vị này lại được chia ra thành 77 làng (muban). Thị trấn (thesaban tambon) Tak Fa nằm trên một phần của  tambon Tak Fa and Suk Samran. Có 7 Tổ chức hành chính tambon.
| STT | Tên             | Tên tiếng Thái | Số làng | Dân số |  |
| --- | --------------- | -------------- | ------- | ------ |  |
| 1.  | Tak Fa          | ตากฟ้า          | 10      | 7.292  |  |
| 2.  | Lam Phayon      | ลำพยนต์         | 12      | 4.724  |  |
| 3.  | Suk Samran      | สุขสำราญ        | 11      | 7.628  |  |
| 4.  | Nong Phikun     | หนองพิกุล        | 10      | 3.471  |  |
| 5.  | Phu Nok Yung    | พุนกยูง          | 16      | 3.850  |  |
| 6.  | Udom Thanya     | อุดมธัญญา        | 9       | 10.438 |  |
| 7.  | Khao Chai Thong | เขาชายธง       | 9       | 3.789  |  |